# Mokré Lazce
Mokré Lazce é uma comuna checa localizada na região de Morávia-Silésia, distrito de Opava.